# 哈维·鲍尔
哈维·罗斯·鲍尔（英語：Harvey Ross Ball，1921年7月10日—2001年4月12日）是一位美国商业艺术家。他被公认为微笑圖示的创作者，该图片成为经久不衰的著名国际偶像。他从未为微笑图示申请商标，这一作品仅让他得到45美元。鲍尔后来于1999年创立世界微笑基金会（一间支持儿童事业的非营利慈善信托）。

## 早年生活
鲍尔出生在马萨诸塞州伍斯特，由欧内斯特·鲍尔和克里斯汀·"凯蒂"·罗斯·鲍尔抚养长大。鲍尔有五个兄弟姐妹，（梅里特、弗吉尼亚、雷蒙德、杰西和小欧内斯特）。在伍斯特南高中读书期间，他成为了一名当地知名画家的学徒，后来鲍尔在伍斯特艺术博物馆学校学习美术。

## 国家互助和微笑图示的诞生
二战后，鲍尔就职于一间当地广告公司，1953年自立门户——创立哈维·鲍尔广告公司。他于1963年设计了微笑圖示。
伍斯特的国家互助生活保障公司（今汉诺威保险）收购了俄亥俄州的 保证共同公司。合并导致员工士气低落。为了解决这个问题，鲍尔在 1963年受聘为自由美术家，并指示他想出一个形象以提振士气。他创造了一张笑脸，一只眼睛比另一只眼睛大。不到十分钟，哈维鲍尔就想出了一张简单却改变世界的笑脸。图像的简洁让高管们脸上露出笑容，他们为本作支付了45美元。
微笑图示的使用成为公司友谊活动的一部分，国家互助向员工发放了 100个笑脸别针。目的是让员工在使用移动电话或执行其他任务时微笑。这些别针变得流行起来，不久后订单量达到一万个。到 1971 年，已售出超过五千万个笑脸别针，微笑图示已被描述为国际图标。
鲍尔从未申请过此作品的商标或版权，他只得到45美元的回报（美2010年通胀调整后等值于315美元）。同理，国家互助也没有因此得到任何收入。据报道，鲍尔的儿子查尔斯曾表示，他的父亲从不后悔没有注册版权。查尔斯·鲍尔在接受Telegram & Gazette采访时表示：
|  | 他不是一个以金钱为导向的人，他过去常说，‘嘿，我一次只能吃一块牛排，一次只能开一辆车。’ |

## 笑脸的人气

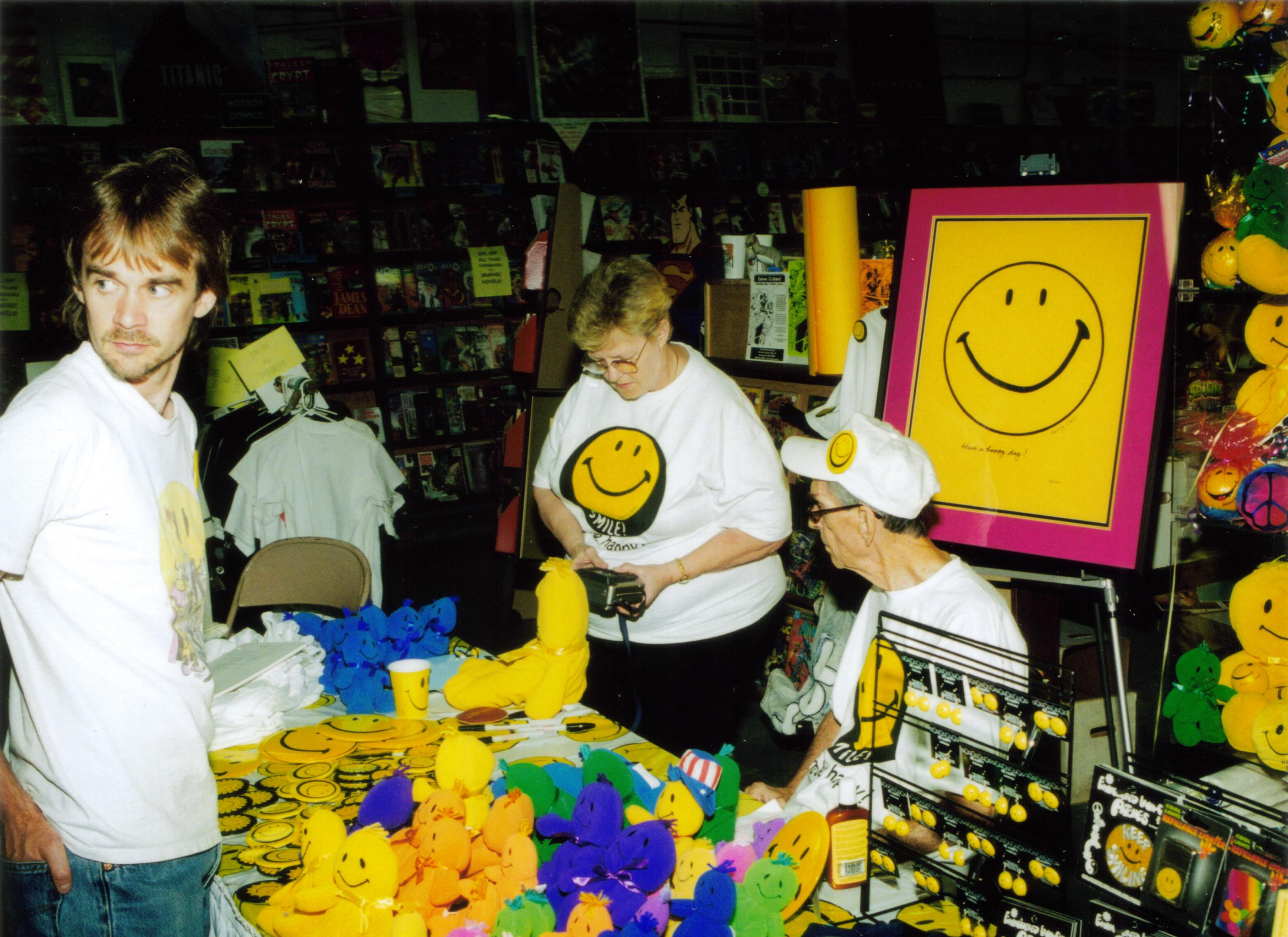
1998年，鲍尔在公开签字仪式上

“祝你有快乐的一天”这个短语与笑脸相关联，尽管它不是鲍尔最初设计的一部分。费城兄弟伯纳德和 Murray Spain 在 1970 年代初期设计并销售了带有该短语和徽标的产品。他们为这个组合注册了商标，后来将短语改为“祝你有美好的一天”，这本身已成为北美日常使用的短语。
微笑图示于1972年引入法国，作为《法国晚报》上好消息的标志。法国人富兰克林·卢弗拉尼以这种方式使用了该图像，并迅速为该图像注册了商标。截至2013年，该公司每年的营业额超过一亿美元，并因此在1990年代卷入了与沃尔玛的图像著作权纠纷。
2012年2月4日，英国广播公司播出广播纪录片《Smiley's People》讲述微笑图示的来历。

## 晋升

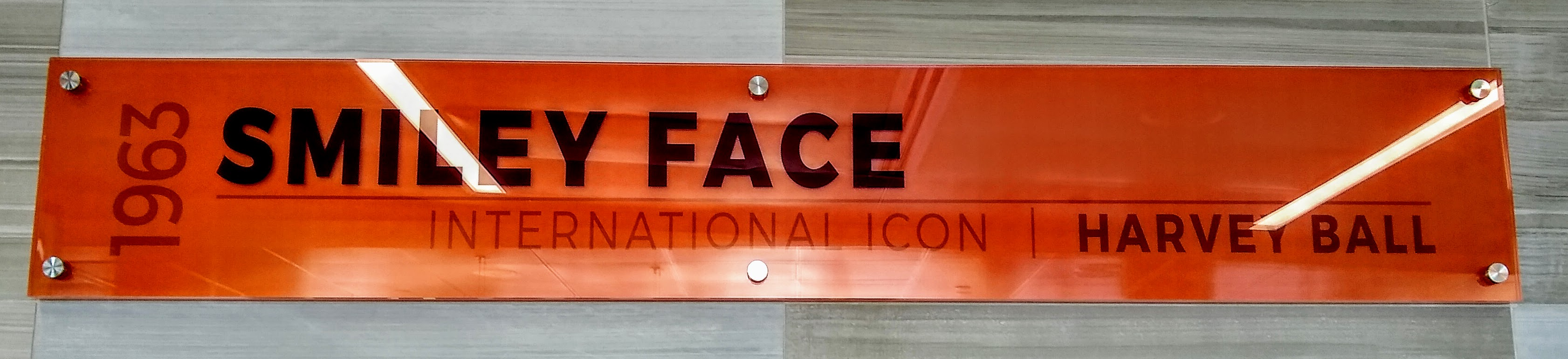
波士顿洛根将军国际机场内纪念哈维·鲍尔及其对笑脸的贡献的一块牌匾

1998年7月18日（正逢微笑图示诞生三十五周年），鲍尔出现在That's Entertainment会见粉丝并在微笑图示别针和艺术作品上签名。在这次露面时，鲍尔出现在漫画小说《守護者》第一期的副本，其中有一张溅满血迹的微笑图示。引用商店经理肯·卡森的话说，鲍尔在封面上看到它后认为这似乎很有趣。

## 世界微笑基金会
鲍尔于1999年创立世界微笑基金会，这是一个支持儿童事业的非营利慈善信托。该集团授权微笑图示并组织世界微笑日（每年十月第一个周五），是一个致力于“欢呼雀跃和善行”的日子。当年口号为“做善事——帮助一个人微笑”。

## 逝世及遗产
鲍尔于2001年4月12日因肝衰竭逝世，享年79岁。他留下了妻子威尼弗雷德·特鲁德尔和四个孩子。
2007年6月，伍斯特市在马萨诸塞州奥杜邦的帮助和州环境事务执行办公室保护服务部的50万美元赠款下收购伍斯特花岗岩街附近鲍尔家族的地产。该物业将马萨诸塞州奥杜邦布罗德梅多布鲁克保护区与正在开发的黑石河自行车道连接。现时该区域名称为“哈维·鲍尔保护区”及“微笑径”的所在地。

## 鲍尔微笑图示的特征

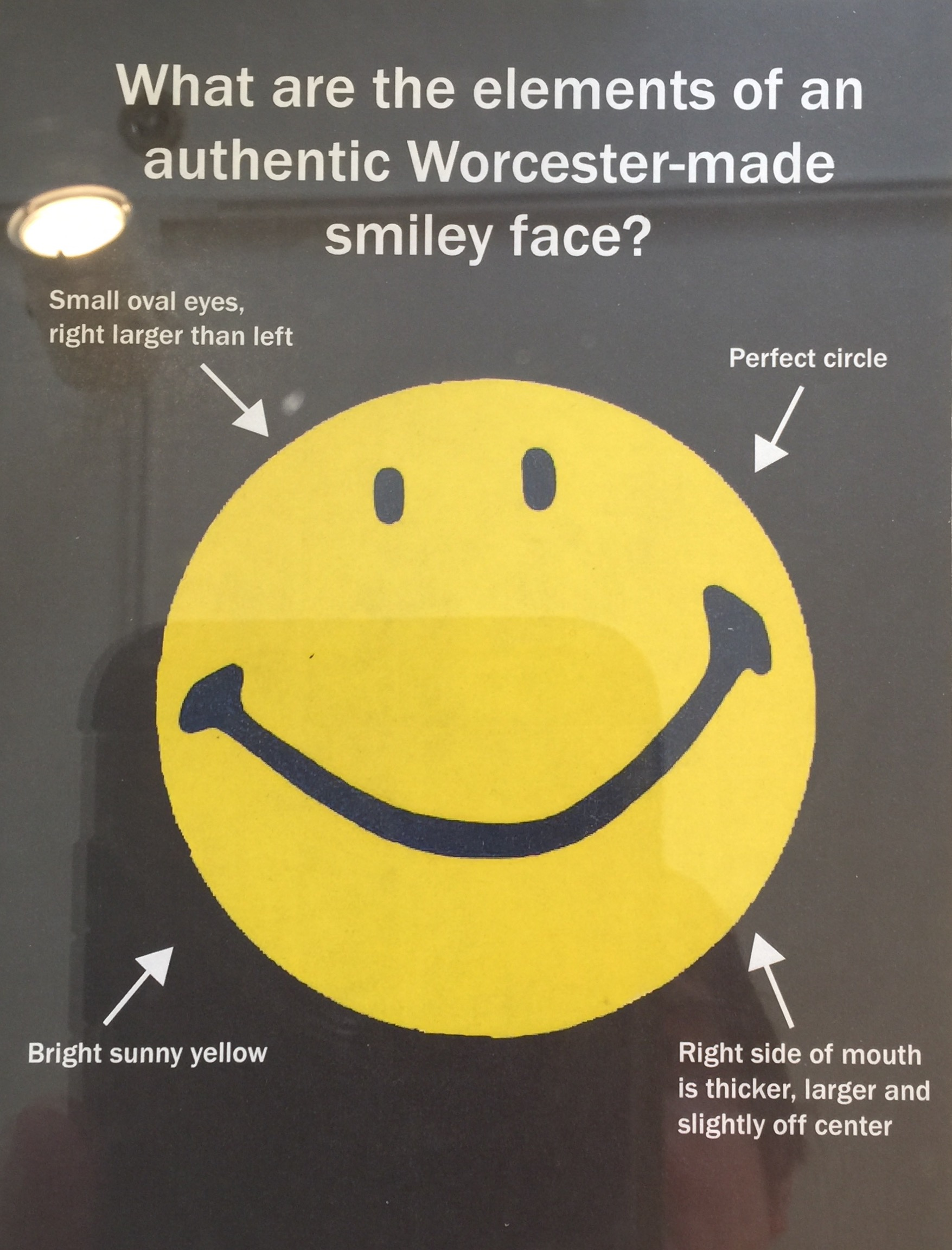
伍斯特制造的微笑图示的区别特征

哈维·鲍尔的微笑图示可以通过三个显着特征来识别：窄椭圆形眼睛（右侧比左侧稍大）、明亮的阳光黄色和弧度不佳的嘴巴。据称类似于“蒙娜丽莎嘴”。脸部嘴边有皱纹，嘴巴偏右，右边嘴比左边稍厚。